# Wesele Galiczkie

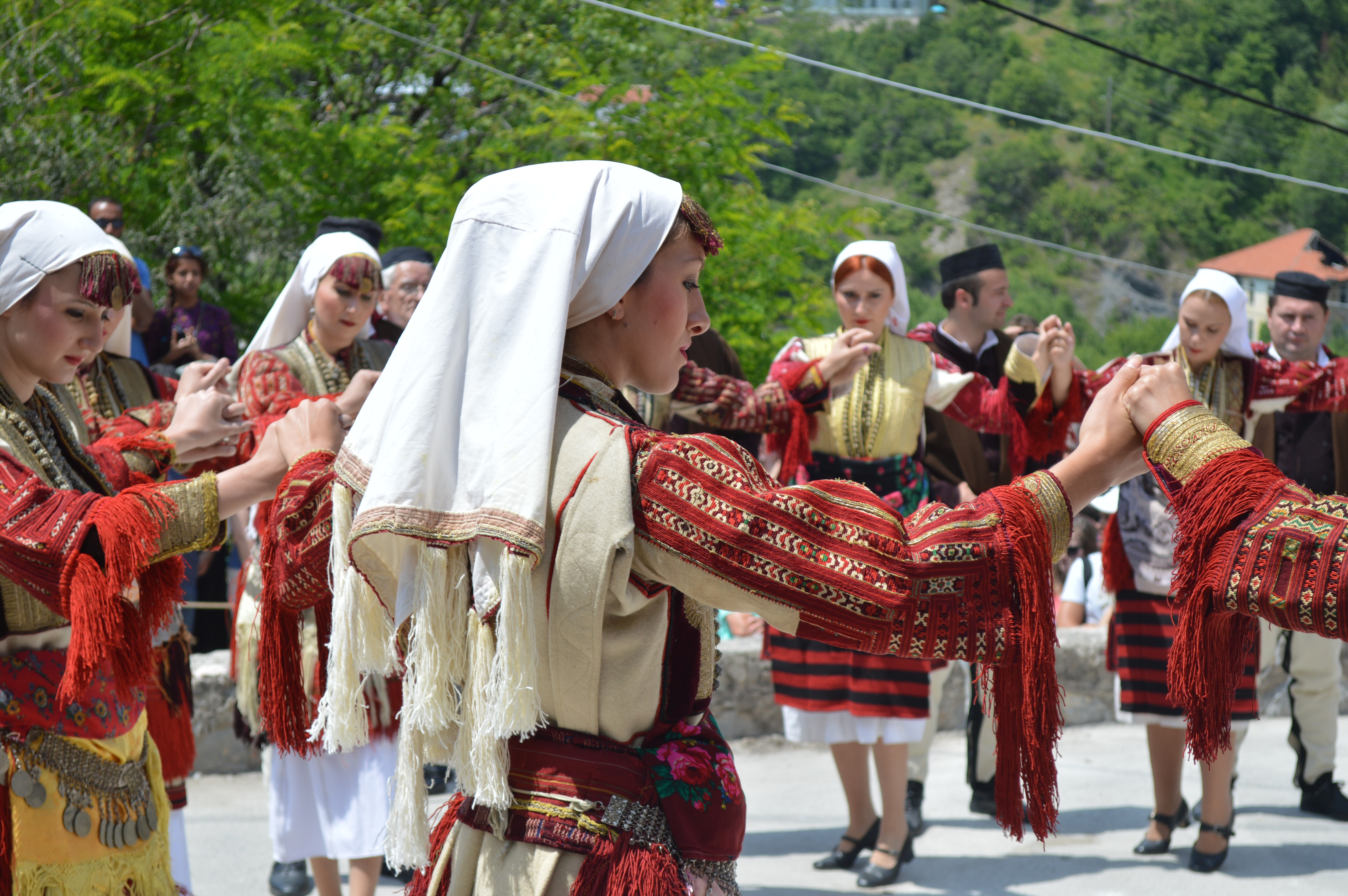
Tradycyjny taniec podczas Wesela Galiczkiego

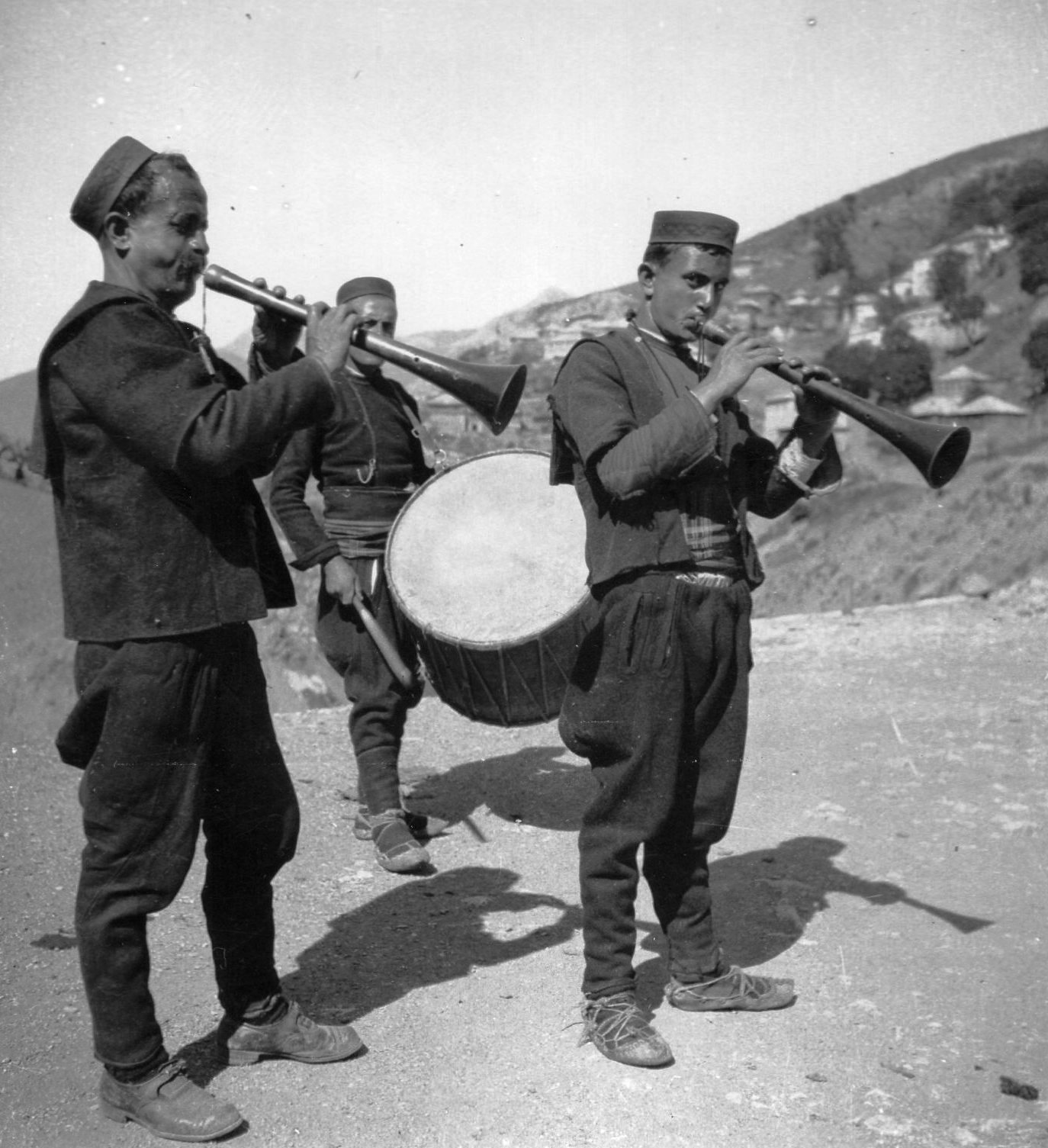
Muzykanci podczas wesela w 1930

Wesele Galiczkie (maced. Галичка свадба) – coroczny zwyczaj zaślubin odbywający się w macedońskiej wiosce Galicznik, położonej w górach w Parku Narodowym Mavrovo, w paśmie górskim Bistra, 1400 m n.p.m.
Wesela w tej wiosce tradycyjnie odbywały się w święto św. Piotra obchodzone 12 lipca. Zdarzało się, że jednego dnia było aż 50 wesel. Wesela trwały przez cały tydzień. Legenda głosi, że muzykę było słychać aż w Albanii. Na weselu panna młoda miała na sobie nawet kilka kilogramów złota co świadczyło o bogactwie rodziny. W muzeach stroje są zachowane do dziś, a niektóre rodziny przekazują stroje z pokolenia na pokolenie.
Aby ocalić od zapomnienia zwyczaj, począwszy od 1963 roku, co roku na świętego Piotra odbywa się impreza we wsi Galicznik, gdzie z oryginalnymi zwyczajami i obrzędami zawierają małżeństwo narzeczeni. Wedle dawnych obyczajów może wtedy wziąć ślub kilka par. Jest tylko jeden warunek – jedno z narzeczonych musi być rodem z Galicznika.
Ceremonia odbywa się przy dźwiękach uderzeń w bębny i gwizdu fujarek, śpiewa się i gra oryginalne ludowe pieśni i tańczy ludowe tańce - ora, w tym najpiękniejsze macedońskie oro – Teszkoto, ciężkie. Piękno wesela  uzupełniają tradycyjne stroje pana młodego i gości weselnych, a także znany i sławny Galiczki strój panny młodej, wykonany z precyzją i dokładnością. Kostiumy są  najczęściej pozostawiane są po uroczystości jako dziedzictwo.